# Langewold
Langewold is een gebied in het uiterste westen van de provincie Groningen. Van oudsher is het een van de onderkwartieren van het Westerkwartier, maar heeft in de vroege Middeleeuwen ook een apart Ommeland gevormd. Het wordt in het westen begrensd door de Lauwers en Friesland. De voormalige gemeente Grootegast komt grotendeels overeen met dit gebied. Plaatsen in dit gebied zijn dan ook Grootegast, Niekerk en Opende. 
Het Langewold was tot 1803 onderverdeeld in twee grietenijen; Oosterdeel en Westerdeel. De grens lag bij het Langs- of Wolddiep (waarvan het zuidelijk deel nu Dwarsdiep heet). In het Oosterdeel-Langewold lagen de kerspelen Faan, Niekerk, Noordhorn en Zuidhorn. In het Westerdeel-Langewold lagen de kerspelen Doezum, Grootegast, Lutjegast, Oldekerk, Opende en Sebaldeburen. De rechtstoel bevond zich oorspronkelijk in Sebaldeburen, waar nog in de 18e eeuw jaarlijks de benoeming van de rechters voor heel Langewold plaats vond. 
In de polders bij de Lauwerszee ontstonden vanaf de 14e eeuw nieuwe kerspelen, met name Visvliet, Grijpskerk en Niezijl.  Ruigewaard vormde een afzonderlijke grietenij, die kerkelijk onder Grijpskerk viel. Het dorp zelf viel daarentegen onder de grietenij van Sebaldeburen. Ook Visvliet vormde een zelfstandige grietenij. Er bevonden zich rechthuizen te Grijpskerk, Lutjegast (Eibersburen), Zuidhorn, Noordhorn, Niekerk, Kommerzijl en Visvliet.

## Literatuur

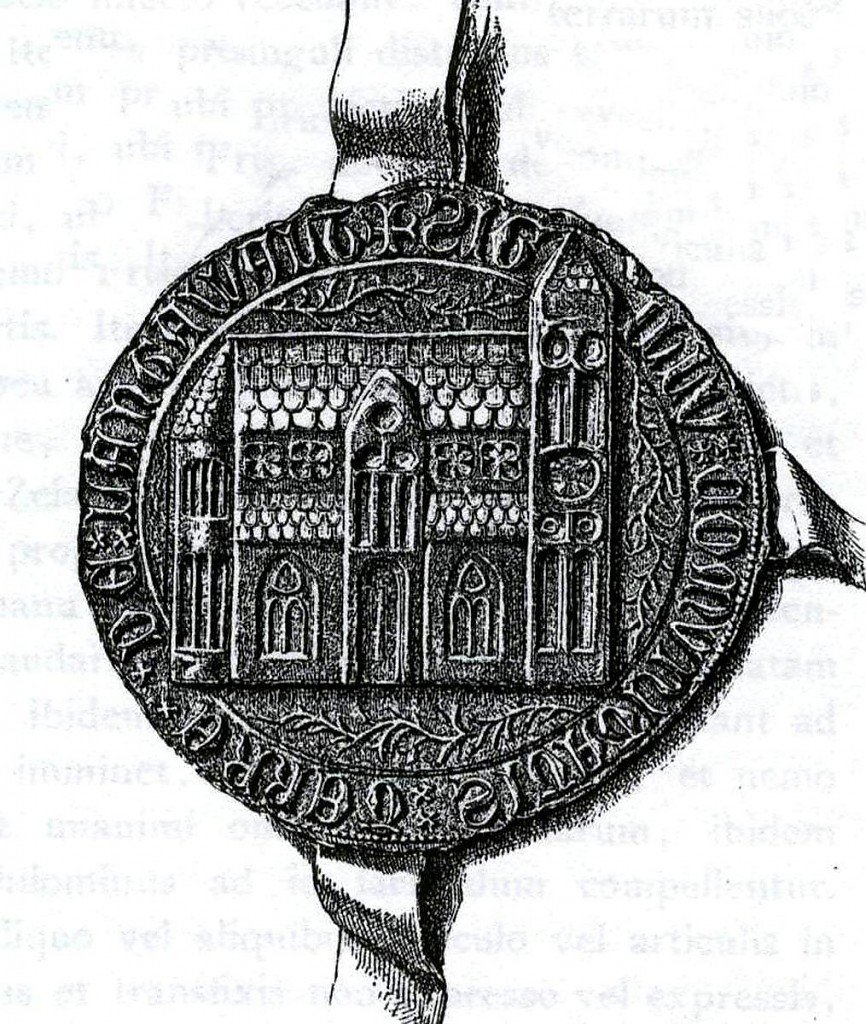
Zegel van het landschap Langewold met de oude kerk van Sebaldeburen